# Station La Réole
Station La Réole is een spoorwegstation in de Franse gemeente La Réole. Het wordt bediend door treinen van het netwerk TER Nouvelle-Aquitaine op het traject Bordeaux -Agen.